# Moschee bei Rahat
Koordinaten: 31° 22′ 14,9″ N, 34° 45′ 54,1″ O
Die Moschee bei Rahat war eine Moschee aus dem 7. oder 8. Jahrhundert in der Negev-Wüste bei der heutigen Beduinenstadt Rahat. Sie liegt im Süden Israels etwa 100 Kilometer südwestlich von Jerusalem. Die Reste der Moschee wurden im Jahr 2019 vor dem Bau eines neuen Stadtviertels von Rahat entdeckt. Archäologen der Israelischen Altertümerbehörde zufolge handelt es sich um eine der ältesten Moscheen des Islam im heutigen Israel. 
Eine Ausgrabung durch israelische Archäologen ergab, dass die Moschee einen rechteckigen Grundriss hatte und über eine runde Gebetsnische verfügte. Der Steinbau war in Richtung Mekka ausgerichtet und nach oben offen. Laut den Archäologen habe es sich um eine lokale, ländliche Moschee gehandelt. Eine Moschee aus dieser frühen Zeit des Islam sei im Nahen Osten äußerst selten. In dem Gebiet sei bisher kein vergleichbares Gebäude entdeckt worden. Die Moschee stamme aus der Zeit nach der arabischen Eroberung des heutigen Israels im Jahr 636.
Bei der Ausgrabung legten Archäologen außerdem einen Bauernhof des 6. Jahrhunderts aus byzantinischer Zeit und eine kleine Siedlung aus dem 7. Jahrhundert frei.